# 粟花灯心草
粟花灯心草（学名：Juncus castaneus）为灯心草科灯心草属的植物。分布在俄罗斯东部、蒙古、北美、欧洲以及中国大陆的河北、内蒙古、甘肃、山西、陕西、吉林、宁夏、青海、云南、四川等地，生长于海拔2,100米至3,100米的地区，常生于山地湿草甸和沼泽地，目前尚未由人工引种栽培。